# Parus
Genre
Statut de conservation UICN

 LC  : Préoccupation mineure
Parus est un genre d'oiseaux de la famille des Paridae. Jusque vers la fin du XXe siècle, il regroupait la très grande majorité des espèces de mésanges. De nouveaux critères de classification ont, depuis, considérablement restreint ce genre.

## Étymologie
Le genre Parus vient du latin parra qui signifie oiseau de mauvais augure selon le dictionnaire Gaffiot citant les auteurs latins comme Pline qui appellent  parra aussi bien la mésange que l'orfraie. Tout porte à croire que c'est le rapace qui convient à l'oiseau augural des anciens Romains.

## Taxinomie
À la suite de l'étude de Johansson et al. (2013) sur les relations phylogéniques des espèces au sein de la famille des Paridae, le genre Parus est redéfini pour être monophylétique. Le Congrès ornithologique international répercute ces changements dans sa classification de référence version 3.5 (2013), et 22 espèces sont déplacées vers les genres Melaniparus (15 espèces), Machlolophus (5), Pseudopodoces (1), Sittiparus (1).

### Liste des espèces
D'après la classification de référence (version 3.5, 2013) du Congrès ornithologique international (ordre phylogénique) :
- Parus major – Mésange charbonnière
- Parus minor – Mésange de Chine
- Parus cinereus – Mésange indienne
- Parus monticolus – Mésange montagnarde

## Répartition géographique

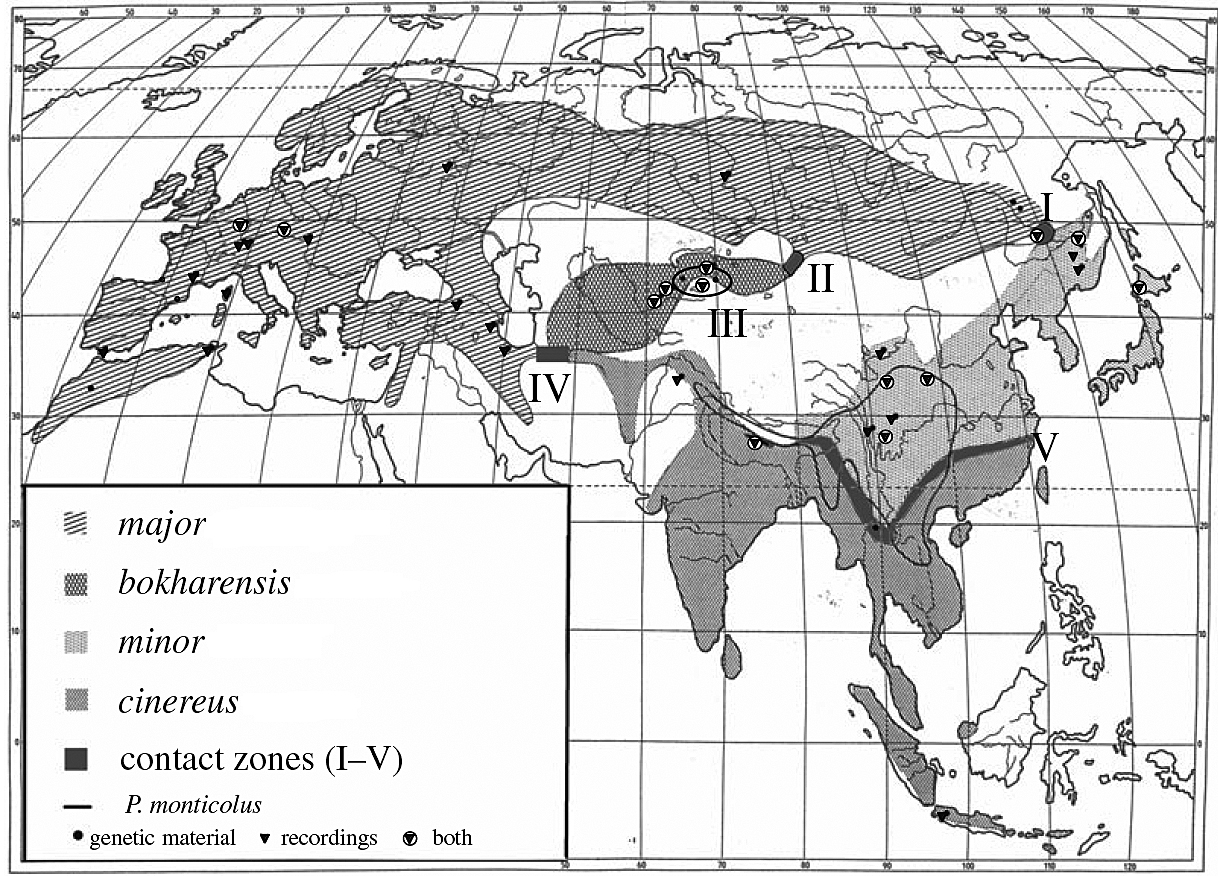
Le complex Parus major
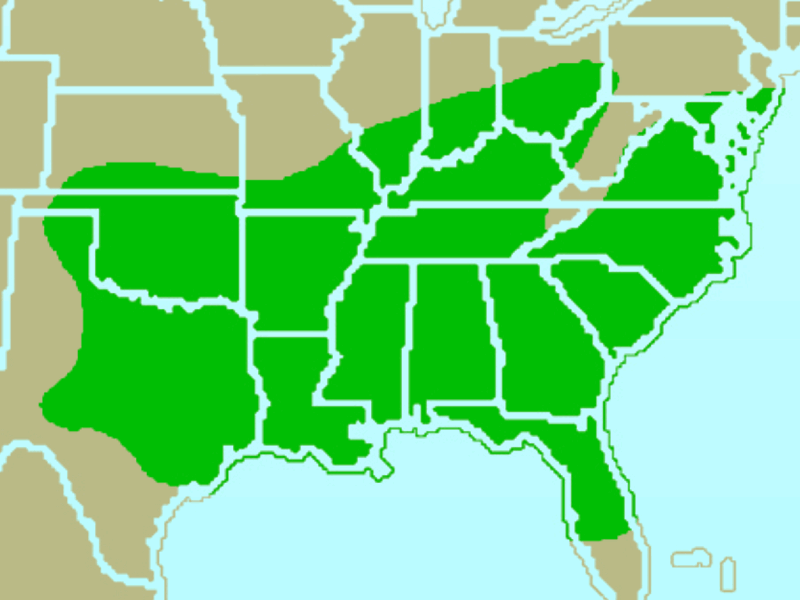
Parus carolinensis
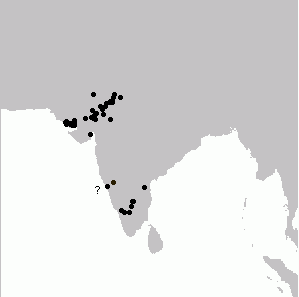
Parus nuchalis